# En forførers dagbog (film)
En forførers dagbog er en dansk kortfilm fra 1979, der er instrueret af Arne Bro efter manuskript af ham selv og Mogens Kløvedal.

## Handling
Denne artikel mangler et handlingsreferat. Hjælp os med at skrive det.

## Medvirkende
- Annika Höydahl
- Finn Nielsen